# Weiß-Fichte
Die Weiß-Fichte, Kanadische Fichte  oder Schimmel-Fichte (Picea glauca) ist eine Pflanzenart aus der Gattung Fichten (Picea) in der Familie der Kieferngewächse (Pinaceae). Sie ist in Nordamerika von Alaska über Kanada bis in die nördlichen Vereinigten Staaten verbreitet. Sie ist der offizielle Staatsbaum des US-Bundesstaates South Dakota sowie der offizielle Provinzbaum der kanadischen Provinz Manitoba.

## Beschreibung

### Vegetative Merkmale
Die Weiß-Fichte ist ein immergrüner Baum, der maximale Wuchshöhen von 50 Metern und Stammdurchmesser von 100 Zentimetern erreicht. Die Borke ist grau-braun. Die Knospen sind orange-braun und 3 bis 6 Millimeter groß.
Die Nadeln sind sehr gleichmäßig in der Länge (12 bis 13 Millimetern) und stehen fast alle auf der Zweigoberseite.

### Generative Merkmale
Die Weiß-Fichte ist einhäusig getrenntgeschlechtig (monözisch). Die Zapfen sind bei einer Länge von 5 bis 6 Zentimetern schmal zylindrisch und bei Reife kupferbraun bis hellorangefarben. Die Zapfenschuppen sind glatt und rund.
Die Chromosomenzahl beträgt 2n = 24.

## Verbreitung

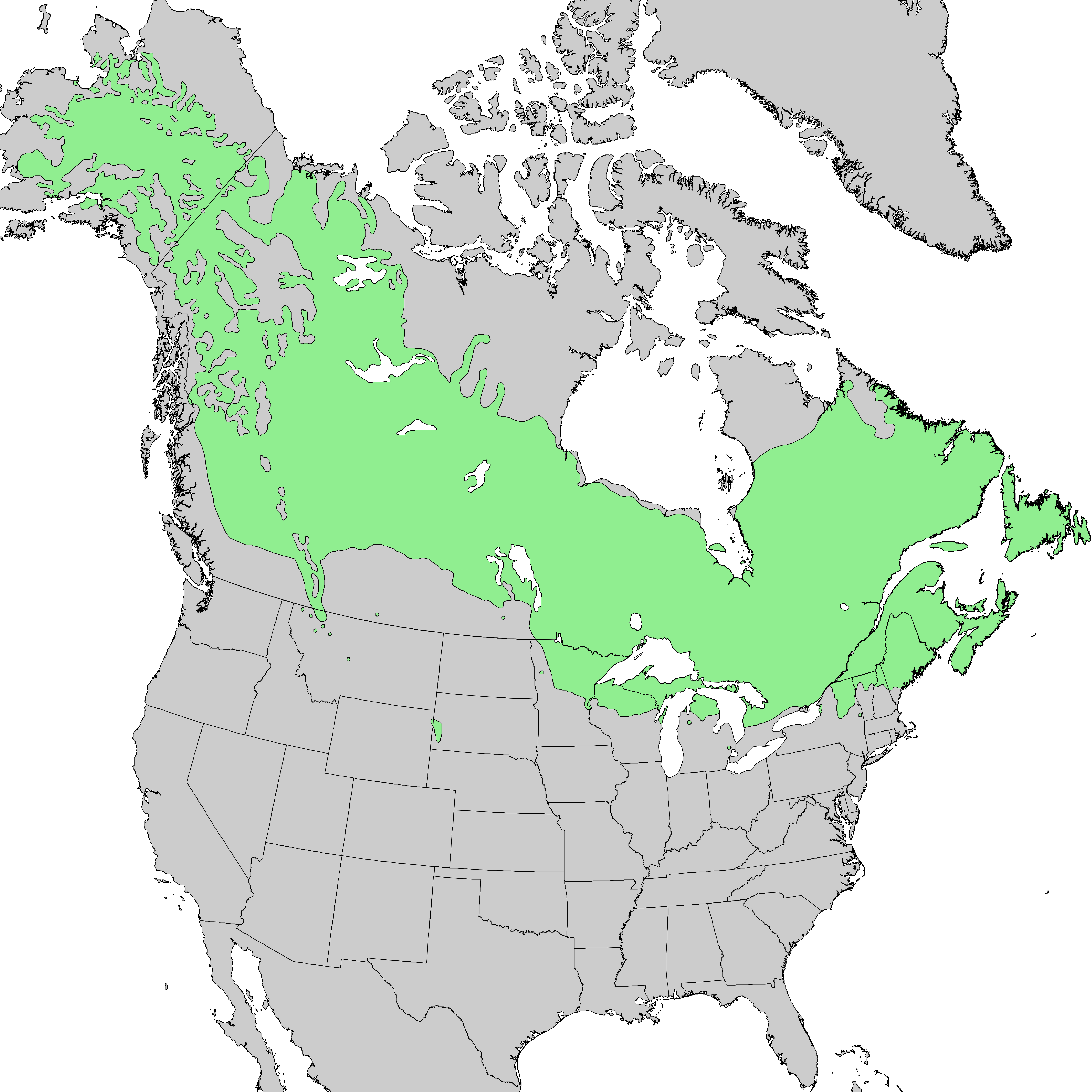
Verbreitungsgebiet

Picea glauca ist in Nordamerika von Alaska über Kanada bis in die nördlichen Vereinigten Staaten verbreitet. Es gibt Fundortangaben für Alaska, Northwest Territories, Yukon, New Brunswick, Neufundland und Labrador, Nova Scotia, Ontario, Prince Edward Island, Québec, Alberta, British Columbia, Manitoba, Saskatchewan, Maine, Michigan, nördliches New Hampshire, nördliches New York, nördliches Vermont, nördliches Minnesota, südwestliches South Dakota, Wisconsin, nordwestliches Montana sowie nördliches Wyoming.

## Systematik
Die Erstveröffentlichung erfolgte 1785 unter dem Namen (Basionym) Pinus glauca Moench durch Moench in Verzeichniss ausländischer Bäume und Stauden des Luftschlosses Weissenstein, Seite 73. Die Neukombination zu Picea glauca (Moench) Voss wurde 1907 durch Voss in Mitteilungen der Deutschen Dendrologischen Gesellschaft. Berlin, Band 16, Seite 93 veröffentlicht.
Weitere Synonyme für Picea glauca (Moench) Voss sind: Abies canadensis Mill., Picea alba (Aiton) Link, Picea alba var. albertiana (S.Brown) Beissner, Picea albertiana S.Brown, Picea canadensis (Miller) Britton, Sterns & Poggenburg, Picea canadensis var. glauca (Moench) Sudworth, Picea glauca var. albertiana (S.Brown) Sargent, Picea glauca var. densata Bailey, Picea glauca var. porsildii Raup, Pinus alba Aiton.

## Bilder

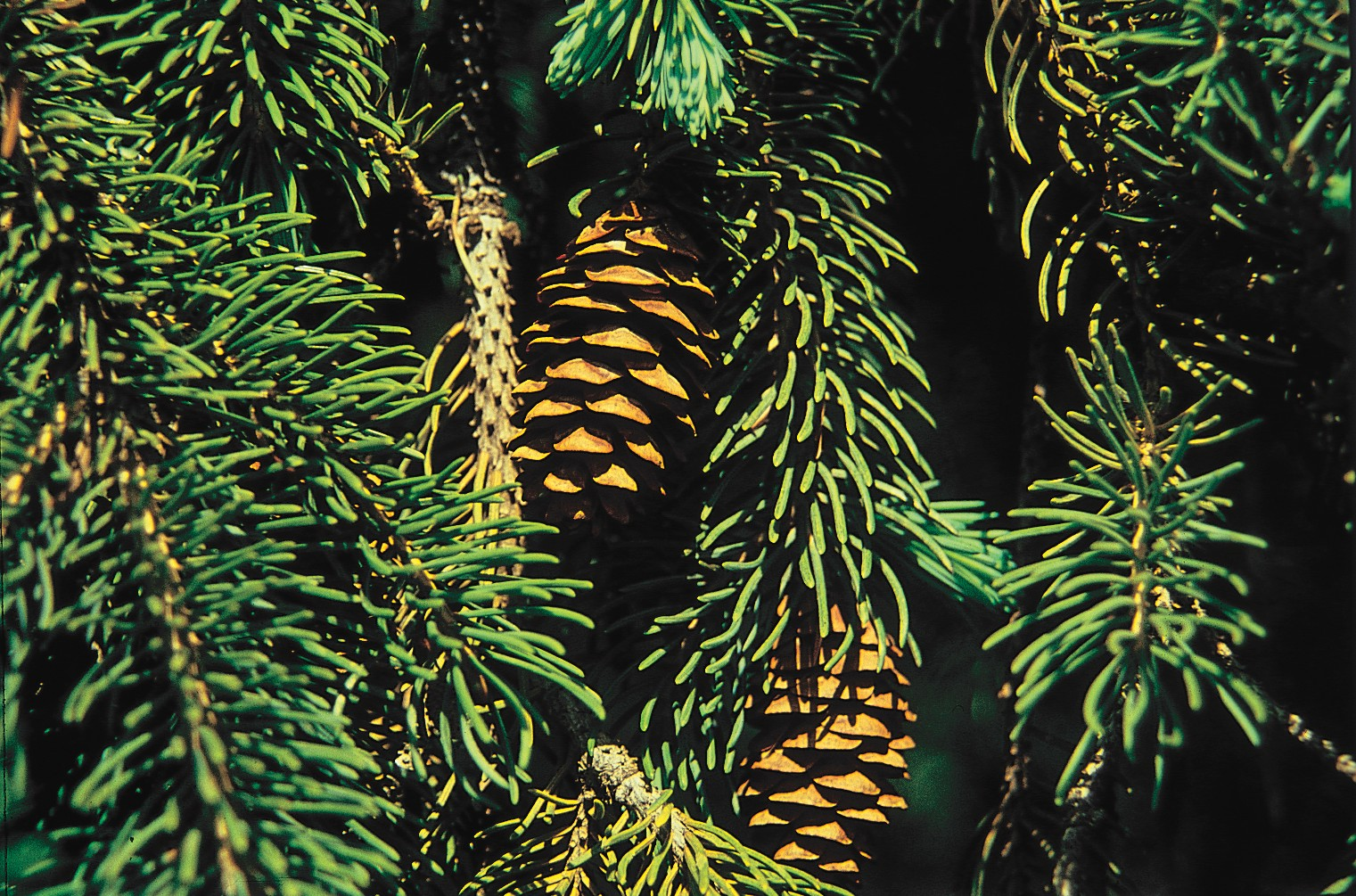
Reife Zapfen
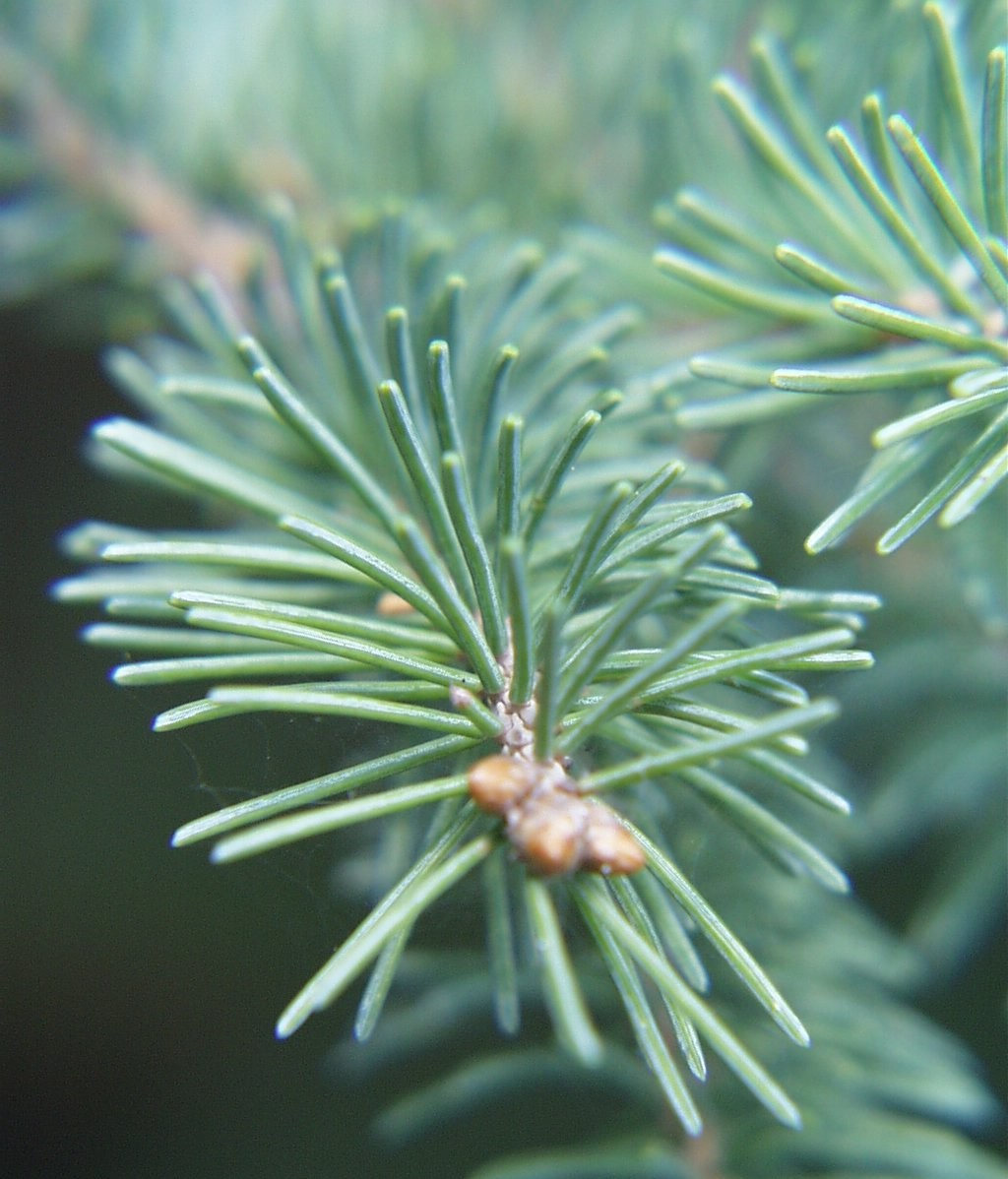
Zweig mit Nadeln
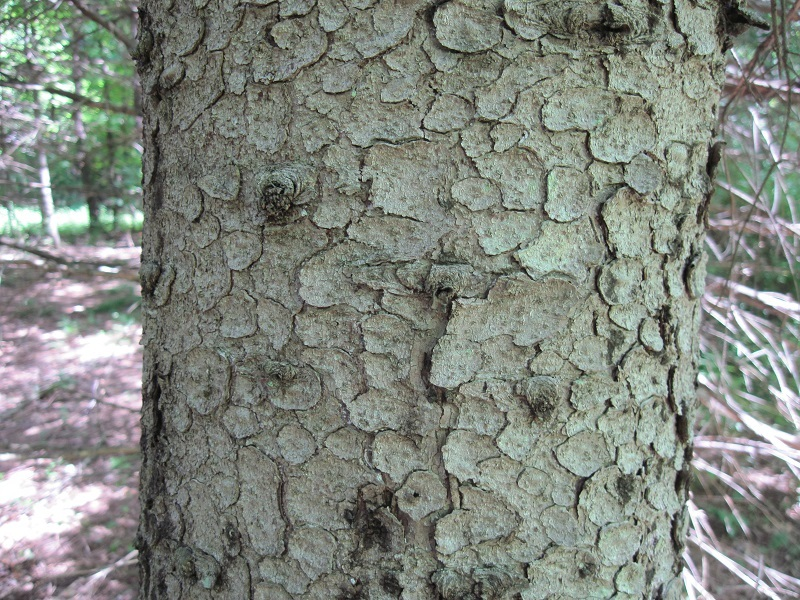
Stamm mit Borke